# Capitals de Vienne
Pour les articles homonymes, voir Capitals.
Les Capitals de Vienne sont un club de hockey sur glace professionnel d'Autriche, évoluant dans l'ICEHL. Basés à Vienne, les Capitals disputent leurs matches à domicile à la Steffl Arena.

## Historique
Le club est créé en 2001.

## Palmarès
- Champion d'Autriche en 2005[2] et 2017[3].

## Joueurs
| No    | Nom                   | Nat. | Position  | Arrivée                      |
| ----- | --------------------- | ---- | --------- | ---------------------------- |
| +001, | Lorenz Widhalm        |      | Gardien   | Formé au club                |
| +026, | Stefan Stéen          |      | Gardien   | 2022 - Heilbronner Falken    |
| +030, | Sebastian Wraneschitz |      | Gardien   | 2023 - Storm de Tri-City     |
| +002, | Lukas Piff            |      | Défenseur | Formé au club                |
| +005, | Dominic Hackl         |      | Défenseur | Formé au club                |
| +020, | Nico Brunner          |      | Défenseur | 2022 - EC Villacher SV       |
| +040, | Bernhard Posch        |      | Défenseur | Formé au club                |
| +042, | Oskar Drugge          |      | Défenseur | 2023 - Aalborg Pirates       |
| +050, | Mario Fischer         |      | Défenseur | 2011 - EC Red Bull Salzbourg |
| +060, | Timo Pallierer        |      | Défenseur | Formé au club                |
| +071, | Stefan Warg           |      | Défenseur | 2023 - HC Sparta Prague      |
| +091, | Dominique Heinrich    |      | Défenseur | 2023 - EC Red Bull Salzbourg |
| +003, | Armin Preiser         |      | Attaquant | Formé au club                |
| +003, | Leon Widhalm          |      | Attaquant | Formé au club                |
| +007, | Zintis Zuševics       |      | Attaquant | 2023 - Graz 99ers            |
| +008, | Mathias Böhm          |      | Attaquant | Formé au club                |
| +009, | Leon Wallner          |      | Attaquant | 2023 - Södertälje SK         |
| +010, | Patrick Antal         |      | Attaquant | Formé au club                |
| +013, | Trevor Cheek          |      | Attaquant | 2023 - Västerås IK           |
| +019, | Lukas Kainz           |      | Attaquant | 2022 - Graz 99ers            |
| +022, | Michal Stínil         |      | Attaquant | 2023 - Thunder de Wichita    |
| +024, | Hampus Eriksson       |      | Attaquant | 2023 - Pioneers Vorarlberg   |
| +037, | Christof Kromp        |      | Attaquant | 2021 - HC TWK Innsbruck      |
| +053, | Daniel Aschauer       |      | Attaquant | Formé au club                |
| +077, | Max Stiegler          |      | Attaquant | Formé au club                |
| +078, | Evan Weinger          |      | Attaquant | 2023 - Gulls de San Diego    |
| +096, | Nikolaus Hartl        |      | Attaquant | 2017 - Straubing Tigers      |